# Tidschānīya
Die Tidschānīya (arabisch الطريقة التجانية, DMG aṭ-Ṭarīqa at-Tiǧānīya, Wolof Tiijaaniyaa, türkisch Ticaniye) ist ein Sufi-Orden (Tariqa), der in den 1780er Jahren von Ahmad at-Tidschānī gegründet wurde und heute vor allem in Westafrika und Nordostafrika verbreitet ist, aber auch Anhänger im Nahen Osten und in Indonesien hat.

## Geschichte

### Gründung des Ordens durch Ahmad at-Tidschānī
Der Name Tiǧānī ist von einem algerischen Berberstamm bei Tlemcen namens Tidschān / Tidschāna abgeleitet, dem Ahmad at-Tidschanis Mutter angehörte. Tidschani wurde 1737 in dem Ksar ʿAin Mādī nahe der südalgerischen Stadt Laghouat geboren. Nachdem er seinen Orden gegründet hatte, beanspruchte er mit dem Titel Scherif eine direkte Abstammung von Mohammed, die sich aber aus seiner Herkunft nicht ergibt. Eine für seine Gegner noch fragwürdigere Selbsteinschätzung war, dass er sich gleichzeitig auf die beiden höchsten Hierarchiestufen eines Sufis erhob: Qutb („Pol, Achse“) bedeutet zu einer bestimmten Zeit die vorherrschende religiöse Macht, Tidschani bezeichnete sich als, „Pol der Pole“ (quṭb al-aqṭāb), das spirituelle (sogar göttliche) Zentrum des Universums, von dem alle anderen, Qutb genannten Religionsführer ihre Macht herleiten würden. Sein zweiter beanspruchter Rang war der eines „Siegels der muhammedanischen Heiligkeit“ (ḫatm al-auliyāʾ al-Muḥammadīya), also der letzte der vom Propheten autorisierten Heiligen. Seine Anhänger nahmen ihm diese Ansprüche ab, denn für sie ist die Rechtfertigung Tidschanis, er habe in einer Vision den Propheten direkt gesehen, ein hinreichender Beweis und die Grundlage ihres Glaubens.
Als sich Ahmad at-Tidschani 1789 in Fès niedergelassen hatte, konnte er mit Unterstützung von Sultan Mulai Sulaiman seine Zawiya gründen. Diese Verbindung zum Herrscherhaus war prägend für die Entwicklung des Ordens, dessen Mitglieder sich aus der oberen Schicht zusammensetzten. Kein anderer Orden war bis zum Beginn des französischen Protektorats 1912 so eng mit dem Makhzen verbunden.
Tidschani verbreitete seine Lehre im marokkanischen Fès und in Südalgerien und entwickelte sie zum wichtigsten Zweig der Chalwati-Tariqa. Sein Lehrer Muhammad ibn Hamwi at-Tidschānī (genannt: Abū ʿAbdallāh) unterrichtete ihn gemäß der malikitischen Rechtsschule. Tidschani erhielt seine Legitimation nicht wie üblich durch Einweisung in die Prophetenabstammung (Silsila), sondern behauptete, es sei direkt eine Vision vom Propheten zu ihm gekommen, die seine frühere Initiation in den Chalwati-Orden ungültig mache.
In seinen letzten Lebensjahren verbot er seinen Anhängern, andere Sufiorden oder die Grabstätten anderer Heiliger (Walis) zu besuchen, da die Tidschaniyya die letztgültigen Aussagen treffe. Besonders problematisch war diese Vorschrift für seine Anhänger in Fès, weil die Einwohner dort üblicherweise zur Qubba ihres Schutzpatrons Mulai Idris pilgerten. Ebenfalls in Tidschanis Lehre ist seine Vorliebe für Luxusdinge und eine angenehme Lebensweise eingegangen. Viele Ordensmitglieder in Marokko gehörten im 19. Jahrhundert zur wohlhabenden Schicht oder waren hohe Funktionäre in der Regierung des Sultans. Tidschani starb 1815 in Fès.
Eine der wichtigsten Quellen für die Frühgeschichte der Tidschānīya ist das Buch „Lüften des Schleiers über diejenigen Gefährten, die mit dem Scheich at-Tidschānī zusammengetroffen sind“ (Kašf al-ḥiǧāb ʿamman talāqa maʿa aš-šaiḫ at-Tīǧānī min al-aṣḥāb) von Ahmad Sukairidsch (st. 1944).

### Ausbreitung in Nord- und Westafrika
Nach Ahmad at-Tidschānīs Tod wurde der Orden von seinem Sohn ʿAlī at-Tamāsīnī geleitet, der in dem ostalgerischen Ort Tamāsīn residierte. In ʿAin Mādī, dem südalgerischen Heimatort von Ahmad at-Tidschānī, fasste der Orden schon vor 1820 Fuß, geriet aber hier mit den Angehörigen des Tidschāna-Stammes, den sogenannten Tadschādschina, in Konflikt. Die Auseinandersetzung zwischen Tidschānīya, Emir ʿAbd al-Qādir, der den Ort 1838 belagerte, und den Tadschādschina dauerte bis zur Mitte des 19. Jahrhunderts und führte zur schrittweisen Vertreibung der Tadschādschina aus dem Ort. Nach dem Tod von ʿAlī at-Tamāsīnī im Jahre 1844 ging die Führung des Ordens auf Muhammad as-Saghīr über, der seinen Sitz bereits in ʿAin Mādī genommen hatte. Er versuchte, nach dem Zusammenbruch der Osmanischen Herrschaft im Land einen eigenen Tidschāni-Staat in Südalgerien zu gründen. Unter Ahmad at-Tidschānī II, dem Enkel des Ordensgründers, der zwischen 1865 und 1897 in ʿAin Mādī residierte und freundliche Beziehungen zur französischen Kolonialmacht unterhielt, erlebte der Ort große wirtschaftliche Prosperität und entwickelte sich zu einem wichtigen spirituellen Zentrum des Ordens. Daneben blieb Tamāsīn ein zweites Zentrum des Ordens in Algerien, das mit ʿAin Mādī rivalisierte.
Zur Verbreitung der Tidschānīya in Tunesien hat vor allem der Gelehrte Ibrāhīm ar-Riyāhī (1766/67–1849/50) beigetragen. Er war schon 1797 bei einem Besuch von Ahmad at-Tidschānīs Anhänger Harāzim Barāda in Tunis in den Orden eingeführt worden. In den Jahren 1803 bis 1804 reiste er anlässlich einer Hungersnot in Tunesien nach Marokko, um den marokkanischen Sultan Mulai Sulaiman um Lebensmittelhilfe zu bitten. Bei dieser Gelegenheit traf er selbst in Fès mit Ahmad at-Tidschānī zusammen. Nach seiner Rückkehr gründete ar-Riyāhī in Tunis die erste Tidschānīya-Zāwiya. Gleichzeitig spielte er eine wichtige Rolle im öffentlichen Leben von Tunis: 1828/29 wurde er zum Obermufti ernannt, 1839/40 zum Rektor der Madrasa der Ez-Zitouna-Moschee, und als 1841 Ahmad I. al-Husain beschloss, auf seinem Territorium die Sklaverei abzuschaffen, gab er als Mufti dazu die offizielle Approbation.
Von Marokko dehnte sich der Tidschānīya-Orden um 1800 in der westlichen Sahara nach Süden aus. Muhammad al-Hāfiz ibn al-Muchtār (1759–1830) aus dem Idaw-ʿAlī-Stamm, der Ahmad at-Tidschānī in Fez getroffen hatte, führte den Orden in Mauretanien ein. Sein favorisierter Schüler Maulūd Fāl verbreitete ihn in der Senegambia.

### ʿUmar Tall und das Tukulor-Reich
Zum einflussreichsten Vertreter der Tidschānīya in Westafrika wurde um die Mitte des 19. Jahrhunderts der Tukulor-Gelehrte al-Hāddsch ʿUmar ibn Saʿīd Tall (1796–1864). Er war ein indirekter Schüler von Maulūd Fāl in Senegal und gelangte während eines Aufenthalts in Mekka zu hohem Ansehen. Während seiner etappenweisen Rückkehr von Mekka hielt er sich acht Jahre in Sokoto auf, wo er ein gutes Verhältnis zu Mohammed Bello, dem Nachfolger Usman dan Fodios unterhielt und dessen Töchter heiratete.
Die Bruderschaft geriet in Mauretanien und am Niger in Konflikt mit der einflussreichen Qadiriyya, vor allem mit den Ulama (Korangelehrten) aus dem Clan der al-Baqqā'ī in Timbuktu, die als oberste Autoritäten in theologischen und juristischen Fragen beim Maurenvolk der Kunta galten. Bis zur Eroberung des heutigen Mali durch die Franzosen gab es Streit um theologische Fragen und die Auslegung von Koranvorschriften für das tägliche Leben betreffend. Nach seiner Rückkehr nach Westafrika organisierte Umar ibn Saʿid Tall von 1851 bis zu seinem Tod einen Dschihad gegen die seiner Meinung nach „heidnischen“ Muslims im Gebiet zwischen den heutigen Staaten Mali, Senegal und Guinea und gegen die französischen Kolonialtruppen. 1855 eroberten seine Streitkräfte das Bambara-Reich von Segu, zogen weiter nach Osten und besiegten 1862 das vom gegnerischen (der „Apostasie“ bezichtigten) Qādirīya-Orden geprägte Fulbe-Reich von Masina. Nach anfänglichem Erfolg und hohen Verlusten auf beiden Seiten wurde Umar bei einer Revolte 1864 umgebracht. Die Unfähigkeit, in den eroberten Gebieten eine funktionierende Ordnung herzustellen und die auch nach seinem Tod fortgeführten kriegerischen Auseinandersetzungen haben zu einer schlechten Beurteilung seiner puritanischen Bewegung beigetragen.
ʿUmar wurde von den Anhängern des Ordens als führender Intellektueller anerkannt, sein Hauptwerk Kitāb ar-Rimāh ist ebenso verbreitet wie das Jawāhiral al-maʿānī des Gründers at-Tidschani. Seine Ablehnung der anderen Sufi-Orden wird in der Redewendung deutlich, die zum Sprichwort wurde: „Qadiriyya und Tidschaniyya sind wie Eisen und Gold.“

### Zusammenarbeit mit der französischen Kolonialmacht
In der zweiten Hälfte des 19. Jahrhunderts arbeiteten die Tidschanis in Algerien und Tunesien eng mit der französischen Kolonialverwaltung zusammen, im Unterschied zu vielen anderen aufständischen Sufiorden. Unter Ahmad at-Tidschānī II, der 1897 starb, wurde der Orden in Algerien immer mehr zu einem Instrument der französischen Kolonialpolitik. Nach dessen Tod kam es über dem Streit, wo er beerdigt werden sollte, zu einer Spaltung der beiden algerischen Tidschānī-Zāwiyas, die bis in die Mitte des 20. Jahrhunderts andauerte. Auch in Marokko kooperierten die meisten Tidschānī-Führer mit den Franzosen und setzten sich dadurch der Feindschaft der anderen Bruderschaften aus.
Ähnliche Entwicklungen zeichneten sich zu Beginn des 20. Jahrhunderts in Westafrika ab, wo einer der wichtigsten Tidschani-Sufis Abdoulaye Niass war. Er stammte aus der Region um Jolof, ging 1890 auf Wallfahrt nach Mekka und wechselte wahrscheinlich 1901 nach Gambia, um möglichen Konflikten mit den französischen Kolonialherren auszuweichen. Nach einer weiteren Wallfahrt im Jahre 1910 erreichte er eine Einigung mit den Franzosen. Sie teilten ihm, seiner Familie und seinen Anhängern einen Platz in Kaolack zu, dem wichtigsten Zentrum der Saloum-Region zu. Dort errichtete Abdoulaye Niass die zāwiya von Lewna Niasseen.

### Ausbreitung in andere Gebiete
Im Jahre 1904 ließ sich der aus Djenné stammende Tidschānī-Sufi Muhammad ibn Muhammad Salmā in El Fasher in Darfur nieder und gründete dort eine Zāwiya (Versammlungsort). Sein Sohn Sīdī Muhammad († 1956) erbaute in El Fasher eine Moschee und verbreitete von dort aus die Lehren der Tidschānīya im westlichen Sudan.
Über die Türkei gelangte im 19. Jahrhundert ein kleiner Zweig der Tidschaniyya im Schatten des mächtigen Bektaschi-Derwischordens bis nach Albanien. In den 1930er Jahren kam die Tidschaiyya auch nach Indonesien, wo sich seither der Orden von der Nordküste Javas aus verbreitet.

## Tidschānīya-Riten und -Lehren
Insgesamt zeichnet sich Tidschānīya-Bruderschaft durch drei verschiedene Riten aus:
1. der spezielle Tidschānīya-wird, der am Morgen und am Abend rezitiert wird. Er besteht aus folgenden Bestandteilen: 100 Mal die Formel Astaghfiru Llāh („Ich bitte Gott um Vergebung“), 100 Mal ein Gebet über den Propheten, 100 Mal die Formel Lā ilāha illā Llāh („es gibt keinen Gott außer Gott“). Als Gebet für den Propheten kann jede passende Formel gesprochen werden, besonders empfohlen wird aber die sogenannte Salāt al-fātih („Gebet des Öffnenden“), deren Formel folgendermaßen lautet: Allāhumma salli ʿalā sayyidinā Muhammadin al fātihi li-mā ughliqa, wa-l-chātimi li-mā sabaqa, nāsiri-l-haqqi bi-l-haqqi wa-l-hādi ilā siraatika l-mustaqīm, wa ʿalā ālihi haqqa qadrihi wa miqdārihi l-ʿazīm („O Gott, bete für unseren Herrn Muhammad, der öffnet, was verschlossen wurde, der abschließt, was vorausging, der der Wahrheit durch die Wahrheit zum Sieg verhilft, der auf Deinen geraden Weg führt, und für seine Familie, sowie es seinem Macht und seiner gewaltigen Größe gebührt“).
2. die Wazīfa, die mindestens einmal am Tag rezitiert werden muss. Sie besteht aus folgenden Bestandteilen: 30 Mal die Istighfār-Formel Astaghfiru Llāh al ʿAzīm aladhī lā ilāha illā Hūwa l-Haiyu l-Qaiyūm („Ich bitte Gott, den Gewaltigen, den Einzigen, den Lebendigen, den Beständigen, um Vergebung“), 50 Mal die salāt al-fātih, 100 Mal die Formel Lā ilāha illā Llāh, 12 Mal das Gebet Dschauharat al-Kamāl („Juwel der Vollkommenheit“), ein spezielles Gebet für den Propheten, das Ahmad at-Tidschānī bei einer Vision vom Propheten Mohammed empfangen haben soll.[12]
3. die Hadra, auch Dhikr genannt, die jeden Freitag nach dem gemeinsamen Nachmittagsgebet und der Wazīfa stattfindet. Sie besteht daraus, dass die Formel Lā ilāha illā Llāh entweder 1000 oder 1600 Mal oder die gesamte Zeit bis zum Sonnenuntergang rezitiert wird.[13]

Im Gegensatz zu vielen anderen Bruderschaften werden in der Tidschaniyya asketische Lebensformen abgelehnt, Ziel ist die Erarbeitung von Wohlstand. In allen wichtigen religiösen Schriften der Tidschaniyya wird der „Dienst“ (ḫidma) erwähnt, der den ideellen Rahmen für das Leben in der Bruderschaft bildet. Sich dem Befehl des Scheichs zu unterstellen, bedeutet „Dienst am Scheich“ (ḫidmat aš-šaiḫ).

## Die Hauptzweige des Ordens

### Hāfizīya und ʿUmarīya
Die ältesten Zweige des Tidschānīya-Ordens sind die Hāfizīya und die ʿUmarīya. Erstere geht auf Muhammad al-Hāfiz ibn al-Muchtār zurück, der den Orden Anfang des 19. Jahrhunderts in Mauretanien einführte, letztere auf al-Hāddsch ʿUmar Tall, den Gründer des Tukulor-Reiches.
Die ʿUmarīya wurde von 1984 bis 2001 von dem reformistischen Gelehrten Ahmad Tidschānī Bā angeführt. Tidschānī Bā stammte aus Mali und war ein Nachkomme von ʿUmar Tall. Um die Mitte der 1980er Jahre wurde er zum Imam der Grand-Riviera-Moschee in dem Abidjaner Stadtteil Cocody ernannt. Seit dieser Zeit fungierte er außerdem als der erste nationsweite Mufti der Elfenbeinküste, ein Amt, das es vorher nicht gab.

### Sy-Tidschānīya
Ein weiterer Zweig der Bruderschaft ist die Sy-Tidschānīya bzw. Tidschānīya Mālikīya, die auf den Gelehrten Malik Sy (1854–1922) aus dem westlichen Teil des Fouta Toro zurückgeht. Er ließ sich nach ausgedehnten Reisen, bei denen er islamisches Recht und islamische Theologie studierte, und einem Zwischenaufenthalt in Saint-Louis 1902 in dem Ort Tivaouane nieder, der seitdem als Sitz dieses Ordenszweiges fungiert. Um seine Lehre zu verbreiten, entsandte er seine Schüler in die verschiedenen Ortschaften des Senegal, die dort neue Gemeinschaften des Ordens aufbauten. Als Vorsteher (muxaddam, von arab. muqaddam) dieser lokalen Gemeinschaften hatten sie relativ große Handlungsspielräume. In seinen späteren Jahren arbeitete Malik Sy aktiv mit der französischen Kolonialmacht zusammen. Eine Unterorganisation der Sy-Tidschānīya ist die 1927 gegründete Dahiratoul Moustarchidina wal Moustarchidaty. Derzeitiger Kalif der Sy-Tidschānīya ist Serigne Cheikh Ahmed Tidiane Sy.

### Hamallisten und Yacoubisten
Auf dem Gebiet von Mali gründete in den 1920er Jahren Scheich Ahmédou Hamahoullah (1882–1943), der auch als Hamallah bekannt war, eine Reformbewegung innerhalb der Tidschānīya, die stark egalitär ausgerichtet war. Die Anhänger von Hamahoullah, die als Hamallisten bezeichnet wurden, rezitierten im Gegensatz zu den Anhängern von Umar Tall das von Ahmad Tidschānī eingeführte Gebet Dschauharat al-kamāl nicht zwölf Mal, sondern nur elf Mal. Entsprechend hatte ihre Gebetskette auch nur elf Perlen. In den 1930er und den frühen 1940er Jahren leisteten sie sich heftige Gefechte mit den anderen Tidschānī-Sufis. Aufgrund dessen wurde Hamahoullah 1941 nach Algerien, später nach Montluçon verbannt, wo er 1943 verstarb. Bis heute stellt der Ort Nioro du Sahel in Mali eine Hochburg der Tidschānīya Hamāwīya dar.
Ein Schüler von Hamahoullah, Yacouba Sylla, machte sich in den 1930er Jahren in der Elfenbeinküste als Unternehmer selbständig und gründete dort in der Stadt Gagnoa einen Zweigorden. Die Anhänger dieses Zweigordens werden auch als Yacoubisten bezeichnet.

### Niyās-Tidschānīya

#### Anfänge

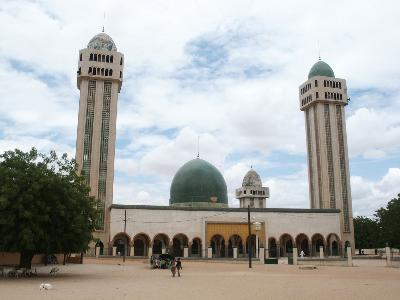
Die Moschee in Medina Baay, Kaolack

Der jüngste Zweig des Ordens ist die Niyās-Tidschānīya bzw. Tidschānīya Ibrāhīmīya, die auf Ibrāhīm Niyās (1900–1975), einen Sohn von Abdoulaye Niyās, zurückgeht. Er strebte Mitte des 20. Jahrhunderts eine Erneuerung der Tidschaniyya an und lehnte die bisherige Glaubensschulung in den Chalwa genannten Rückzugsorten als notwendige Voraussetzung zur spirituellen Erleuchtung ab. Der Prophet habe ihm aufgetragen, ohne Abkehr von der Welt zu leben. Anstelle von Abgeschiedenheit führte er das Prinzip der Tarbiya (geistiges Training, Erziehung) ein, das zum wichtigsten Identifikationsmerkmal des von ihm gegründeten Zweig der Tidschaniyya, die man als Niass-Tidschaniyya oder Tidschaniyya Ibrahimiyya bezeichnet, wurde. Die Initiation in die Bruderschaft durch Tarbiya kann wenige Tage bis zwei Jahre dauern. Tarbiya soll nicht rational erklärbar, sondern nur erfahrbar sein. Es handelt sich um eine geheim gehaltene Initiation, die Fragen zum Verhältnis zwischen Gott und Mensch beinhaltet. Ibrahim Niass vollzog seine Gebete als Symbol der Einheit der Glaubensgenossen mit über der Brust verschränkten Armen (üblicherweise befinden sich bei den Malikiten die Arme beim Gebet an der Seite). Außerdem sprach er für seine Anhänger ein Rauchverbot aus.
Schon in den 1930er Jahren schlossen sich verschiedene Anhänger der Hāfizīya aus Mauretanien Ibrāhīms Kreis an, was seiner Bewegung im frankophonen und anglophonen Glaubwürdigkeit verlieh. Eine wichtige Rolle bei der Verbreitung seiner neuen Lehre spielte außerdem Sīdī Ibn ʿUmar, ein Nachkomme Ahmad at-Tidschānīs in der vierten Generation aus ʿAin Mādī. Nachdem er Ibrāhīm Niyās im Frühjahr 1949 im Senegal besucht hatte, reiste er in der zweiten Hälfte des Jahres durch Nigeria und den Westlichen Sudan und verbreitete dort dessen Tarbiya-Konzept.

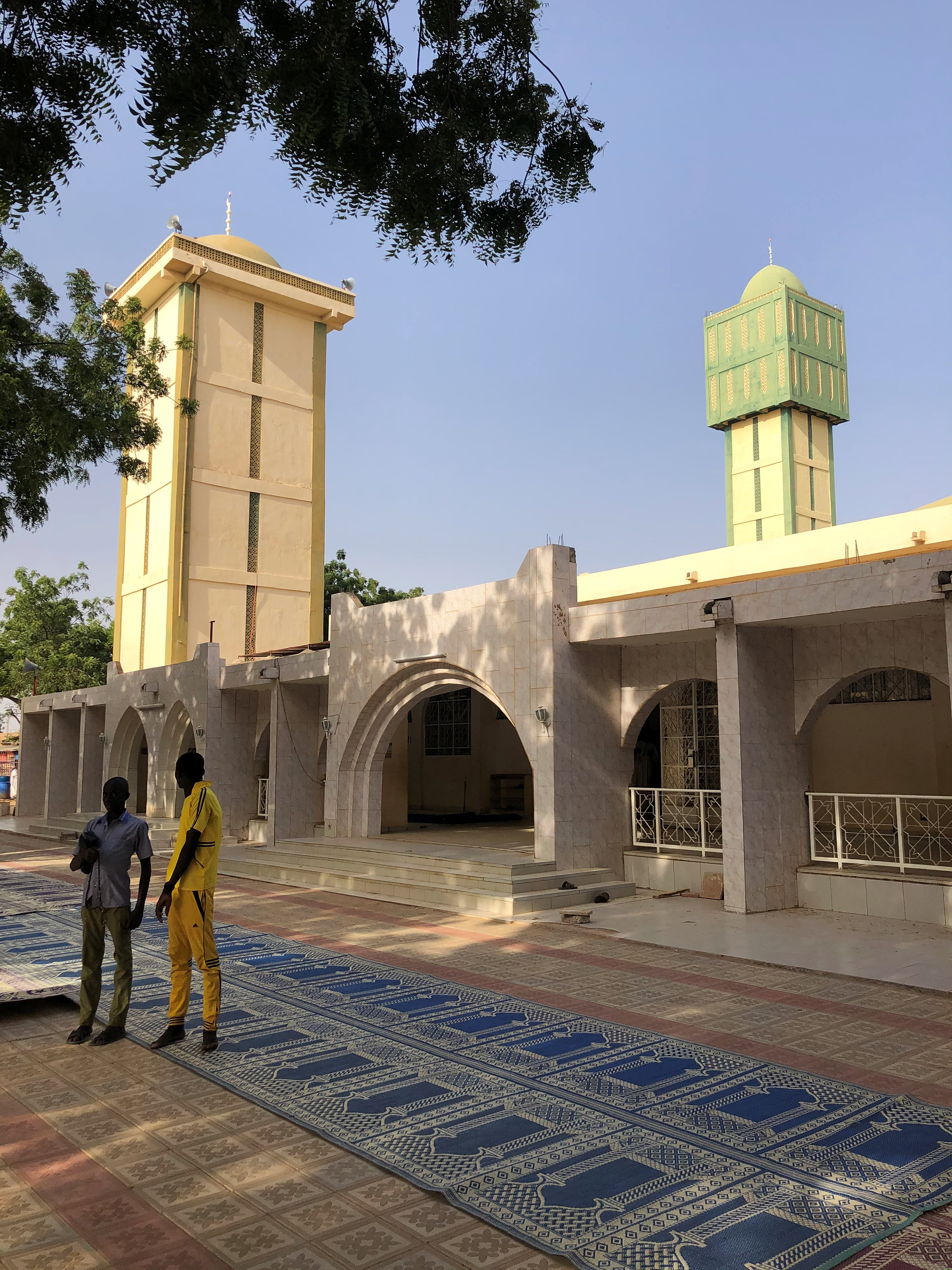
Die Moschee in Kiota, Zentrum des Tidschānīya in Niger.

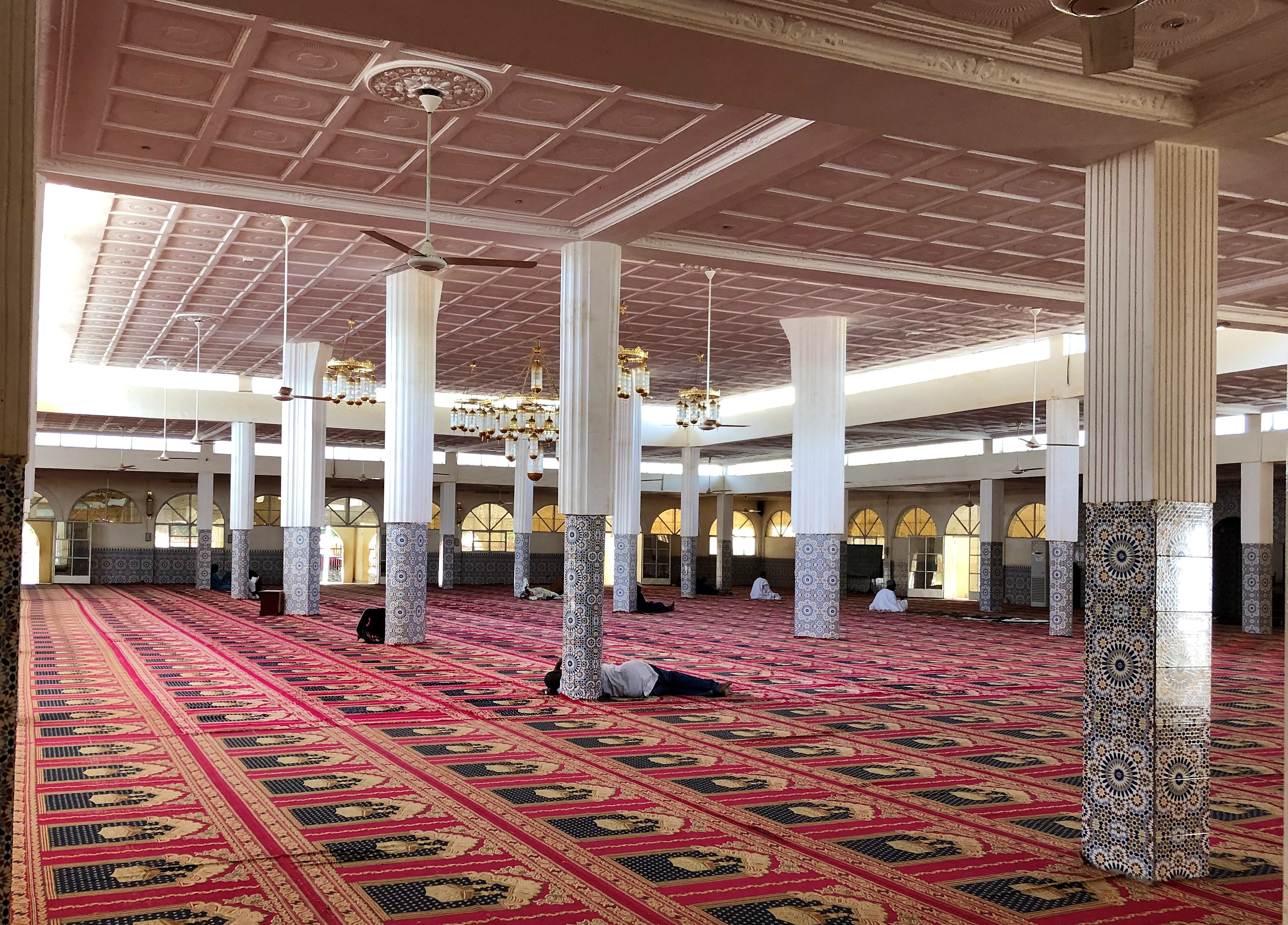
Innenraum der Moschee in Kiota.

#### Politische Rolle in Nigeria und Niger
Nachdem in den 1950er Jahren in Nordnigeria Ahmadu Bello und seine Dschamāʿat Nasr al-Islām die Heiligenverehrung für illegitim erklärt und begonnen hatten, gegen die Sufi-Bruderschaften zu Felde zu ziehen, und sich außerdem 1962 die Ahmadiyya in Kano niedergelassen hatte, gründete 1963 Mudi Salga, ein Führer der Niass-Tidschaniyya, zur Abwehr dieser Einflüsse die Organisation Fityan al-Islam. Sie mobilisierte Führer und Anhänger der sufischen Orden gegen die Vertreter des neuen orthodoxen Sunni-Islam, zu denen auch Saad Zungur und Abubakar Gumi (1924–1992) gehörten. Gumi, der das Tarbiya-Konzept schon in den 1960er Jahren als unorthodox kritisierte, gründete 1978 die wahhabitische Organisation Yan Izala.
Von Nordnigeria breitete sich in den 1980er Jahren die Yan-Izala-Bewegung in den Niger aus und begann, mit gutem finanziellem Hintergrund versehen, Moscheen zu bauen und in den Städten gegen die Niass-Tidschaniyya zu missionieren. Das Aufeinandertreffen beider Gruppen geschah teilweise gewalttätig. Um den Wettkampf für die Modernisierung des Islam nicht zur Spaltung der Gesellschaft führen zu lassen, gründete die Regierung 2003 das beratende National Islamic Council (NIC), das von Führern der Niass-Tidschānīya als Alternative gegen die Schaffung eines islamischen Staates unterstützt wird. Die Niass-Tidschaniyya etablierte sich dadurch in Niger in einer politischen Rolle.

#### Auseinandersetzungen im Sudan
Der erste Tidschānī in El Fasher, der sich offen zum Anhänger von Ibrāhīm Niyās erklärte, war Ibrahim Sīdī (1949–1999) aus der Salmā-Familie, ein Sohn von Sīdī Muhammad. Ibrahim Sidi betonte vor seinen Anhängern (Murid, Mehrzahl Muridun) stets die Pflicht zur Arbeit und Pünktlichkeit als Tugend, die Muridun seien Arbeiter für Gott. Er musste sich allerdings anderen Tidschaniyya-Anhängern gegenüber, die das Tarbiya-Konzept als unzulässige Neuerung ablehnten, verteidigen. Nachdem er 1984 eine Kampfschrift gegen die alte Lehre veröffentlicht hatte, kam es in Darfur zu einer Spaltung in zwei Lager innerhalb der Tidschaniyya.

#### Entwicklung im Senegal
Daneben besteht die Niasse-Tidschaniyya auch in Senegal weiter. Sie hat dort ihren Sitz in Kaolack. Von den Kalifen des Niass-Zweiges in Senegal machte insbesondere al-Haddsch Ahmad Chalifa Niasse von sich reden. Er gründete im August 1979 eine an Chomeini orientierte islamische Partei mit dem Namen Hizboulahi („Partei Gottes“) und sprach sich für die Errichtung einer Islamischen Republik aus. Sein Bruder Sidy Lamine Niass gründete Ende 1983 die islamistische Zeitschrift Wal-Fadschri, die sich ideologisch stark an der Islamischen Republik Iran ausrichtete.